# 木塔乡 (东至县)
木塔乡，是中华人民共和国安徽省池州市东至县下辖的一个乡镇级行政单位。

## 行政区划
木塔乡下辖以下地区：
木塔村、祝山村、富丰村、佘狮村、郑村、大田村、横山村、荣兴村、荣胜村、茶溪村、苏村、梓桐村和中园村。